# Паудерли (Кентаки)
Паудерли (енгл. Powderly) град је у америчкој савезној држави Кентаки.

## Демографија
По попису из 2010. године број становника је 745, што је 101 (-11,9%) становника мање него 2000. године.
| Група             | 2000.       | 2010.       |
| Белци             | 812 (96,0%) | 723 (97,0%) |
| Афроамериканци    | 25 (3,0%)   | 0 (0,0%)    |
| Азијати           | 0 (0,0%)    | 4 (0,5%)    |
| Хиспаноамериканци | 2 (0,2%)    | 8 (1,1%)    |
| Укупно            | 846         | 745         |